# Айяс Мехмед-паша
Айяс Мехмед-паша (тур. Ayas Mehmed Paşa, около 1480 — 13 июля 1539) — военачальник, в разные годы бейлербей Анатолии, Румелии и Дамаска. Вместе с Ферхатом-пашой подавил восстание Джанберди. Великий визирь Османской империи (14 марта 1536 — 13 июля 1539).

## Биография
По происхождению Айяс Мехмед-паша был албанцем, уроженцем города Химара в окрестности Влёры. Имя при рождении не известно, имя Мехмед он взял, приняв ислам. Согласно донесению байло, Айяс родился примерно в 1480 году. Образование он получал в Эндеруне, откуда вышел с должностью офицера янычар. Принимал участие в персидской экспедиции Селима I. Ибрагим Печеви сообщал, что в 1517 году Айяс Мехмед был назначен агой янычара, однако вакуфный документ сообщает, что эту должность он занимал уже в 1514 году, участвуя в Чалдыранской битве.
В 1516—1517 годах Айяс Мехмед-паша участвовал в военных кампаниях Селима I в Сирии и Египте. В 1519 году он стал губернатором Кастамону. В 1520 году султан Селим I назначил Айяса-пашу бейлербеем Анатолии. В этой должности Айяс-паша участвовал в подавлении восстания Джанберди, после этого в марте 1521 года Сулейман I назначил его бейлербеем Дамаска.
В экспедиции на Родос в 1522 году он принял участие уже в должности бейлербея Румелии. В 1523 году Айяс-паша стал третьим (а потом и вторым) визирем Дивана. На свадьбе великого визиря Ибрагима-паши, фаворита и друга Сулеймана, состоявшейся в 1524 году, Айяс-паша был главным помощником жениха.
В 1525 году султан Сулейман Великолепный назначил Айяс Мехмед-пашу куббе-визирем (куббе-везири — отдельная категория визирей). Был с Сулейманом в битве при Мохаче (1526), в походе на Буду и Вену (1529), в Иране (1534—1535). В марте 1536 года, после казни великого визиря Ибрагима-паши, Айяс Мехмед-паша был назначен новым великим визирем Османской империи. Этот пост он занимал более трёх лет до своей смерти. За это время пребывания он участвовал в военных экспедициях Сулеймана на Корфу и в Молдавии.
Айяс Мехмед-паша умер 13 июля 1539 года от чумы. Он был похоронен на кладбище Мечети Султана Эйюпа.

## Личность
Деятельность Айяса-паши пришлась на период правления Селима I и Сулеймана I, на подъём и пик могущества Османской империи, когда было много ярких личностей, поэтому на их фоне Айяс-паша был мало заметен. Его деятельность и личность оценивается современниками и историками в основном положительно. Печеви написал, что он «был человеком очень толковым, понятливым и почтенным. Однако он не был особенно утончённым и дальновидным человеком». М. Сюрейя назвал его «умным и справедливым, хотя неблагоразумным».
Айяс-паша очень любил женщин, «по отношению к женщинам у него было особый подход и манеры». Согласно историку Гелиболулу Мустафе Али, в его дворце однажды «качали сорок пять колыбелей».

## Семья
Согласно вакуфу, у Айяса-паши были братья Ферхат-бей, Ахмед-ага и Мустафа-бей.
Не известно имён его жён, если они были, или наложниц. После смерти Айяса-паши осталось более двадцати детей. Известны имена только небольшого количества из его отпрысков:
- Ахмед-бей — умер в начале правления Селима (1566—1574);
- Сулейман-бей;
- Махмуд-бей — погиб на Кипре.

Внуком Айяса-паши являлся Хакани Мехмед-бей (ум. 1606) — один из лучших османских поэтов XVI века.

## Благотворительность и память
В современном районе Сарай провинции Текирдаг существуют мечеть Айяспаша (1531); и хамам Айяспаша, примыкающий к ней. Также существует кладбище «Айяспаша», а весь район называется «Айяспаша махаллеси» (окрестность).
В Стамбуле в районе площади Таксим, где когда-то находилось поместье Айяса-паши, до сих пор остались названия, связанные с Айяс-пашой. 

## Киновоплощения
- В турецком телесериале «Великолепный век» роль Айяс Мехмеда-паши исполнил Фехми Караарслан[12].